# Alsónémedi
Alsónémedi nagyközség Pest vármegyében, a Gyáli járásban, a budapesti agglomerációban.

## Fekvése
A Pesti-hordalékkúpsíkságon, Budapesttől délkeletre, a fővárosi agglomerációban elhelyezkedő település, az M0-s autóúttól 8 kilométerre, az 5-ös főút mentén. A települést nyugat-délnyugatról a Duna–Tisza-csatorna határolja, határában tanyák vannak.

## Megközelítése
A település közlekedését megkönnyíti, hogy az M5-ös autópálya és a Budapestet szinte körbeölelő M0-s autóút is a közelében húzódik, az 5-ös főút pedig keresztül is halad a belterületén. Szomszédai közül Vecséssel és a már említett két gyorsforgalmi út csomópontjával a 4602-es, Dunaharasztival az 5201-es út köti össze; Ócsára a 46 104-es út vezet a község központjából.
Hosszú szakaszon halad Alsónémedi határain belül a Soroksár határszélétől közvetlenül Ócsa központjába vezető 4604-es út; érinti még a közigazgatási területét a Bugyira vezető 52 103-as út és a település délkeleti határszélét követő 4617-es út is.

## Története
A község környékén rézkori (kb. Kr. e. 2200) sírleleteket tártak fel (némedi kultúra).
Pest megye egyik legrégibb települése, első fennmaradt írásos említése 1067-ből való (Nywyg). Előbb az Árpád, majd az Aba nemzetség birtoka volt.
A Földrajzi nevek etimológiai szótára  szerint nevének ősi alakja (Nywyg) valószínűleg egy régi nyelvi, a nyű (kukac, féreg) jelentésű szócsaládba tartozó személynévből keletkezett, de akár szláv eredetű is lehet, mert a cseh nyelvben is van egy Nevid földrajzi név.
Az 1300-as évektől a váci püspökség birtokolta. A török hódoltság idején elpusztult, a 17. század végén népesedett be újra.
1718-ban a váci püspök katolikus plébánost helyezett ide, és 1719-ben a katolikusok elfoglalták a templomot.
Némedi mezőgazdasági településsé fejlődött, mert az ipari fejlődést Pest közelsége akadályozta.
Az 1848-as szabadságharc kirobbanása, a feudalizmus összeomlása érezhető volt Némediben is. A szabadságharc kezdetén a falu sok nemzetőrt állított.
1885-ben pusztító tűzvész volt a településen.
Az első világháború nagyon sok anyagi és emberáldozatot követelt Alsónémeditől; a Szabadság téren található felújított emlékmű őrzi a hősök emlékét.
A két világháború között a nagybirtokosok parcellázással szanálták birtokaikat, így sokan jutottak bérföldekhez.
1945 után új korszak indult, a földosztás az egész falut megmozgatta. Lassan fejlődésnek indult az ipar is.
Napjainkban az őszi időszakban hagyományőrző szüreti bálokat és felvonulásokat tartanak a nagyközségben.

## Közélete

### Polgármesterei
- 1990–1994: Dr. György Balázs (független)[6]
- 1994–1998: Dr. György Balázs (független)[7]
- 1998–2002: Dr. György Balázs (független)[8]
- 2002–2006: Dr. György Balázs (független)[9]
- 2006–2010: Dr. György Balázs (független)[10]
- 2010–2014: Vincze József (Fidesz)[11]
- 2014–2019: Vincze József (független)[12]
- 2019–2024: Dr. Tüske Zoltán (független)[13]
- 2024– : Dr. Tüske Zoltán (független)[3]

## Gazdaság
Ebben a nagyközségben található a CBA, a Penny Market és a GLS Hungary székhelye is.

## Népesség
A 2011-es népszámlálás során a lakosok 87,3%-a magyarnak, 0,2% bolgárnak, 0,3% cigánynak, 0,6% németnek, 1,1% románnak mondta magát (12,6% nem nyilatkozott; a kettős identitások miatt a végösszeg nagyobb lehet 100%-nál). A vallási megoszlás a következő volt: római katolikus 36,6%, református 29,7%, evangélikus 0,4%, görögkatolikus 0,5%, felekezeten kívüli 8% (23,2% nem nyilatkozott).
2022-ben a lakosság 90,5%-a vallotta magát magyarnak, 0,7% románnak, 0,6% cigánynak, 0,6% németnek, 0,2% bolgárnak, 0,2% ukránnak, 0,1-0,1% szlováknak és szerbnek, 2,6% egyéb, nem hazai nemzetiségűnek (9,3% nem nyilatkozott; a kettős identitások miatt a végösszeg nagyobb lehet 100%-nál). Vallásuk szerint 27,7% volt római katolikus, 23% református, 0,7% görög katolikus, 0,4% evangélikus, 0,1% ortodox, 1,3% egyéb keresztény, 0,7% egyéb katolikus, 8,3% felekezeten kívüli (37,7% nem válaszolt).

## Nevezetességei
- Szent Kereszt felmagasztalása római katolikus templom (barokk stílusú)[16]
- Református templom (barokk)
- Református lelkészlak

### Híres emberek
- Itt született Szőnyi Benjámin (1717–1794) református lelkész.
- Itt tanított Halászy Károly tanár, honvédszázados.[17]
- Itt tanított 23 évig Bornemisza Barnabás tanár, sportoló, iskolaigazgató (1887–1967).
- Itt született és élete nagy részében itt élt Varga Gedeon (1894–1972) kisgazdapárti politikus, országgyűlési képviselő.
- Itt nőtt fel Juhász István (1945–2024) olimpiai bajnok labdarúgó.

## Testvértelepülések
- Nagyajta (Románia)
- Colletorto (Olaszország)
- Demir Kapija (Észak-Macedónia)
- Pelplin (Lengyelország)
- Xgħajra (Málta)[18]

## Képgaléria

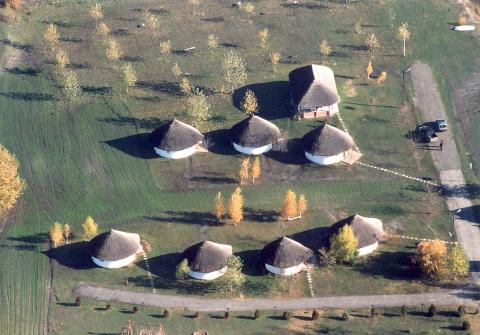
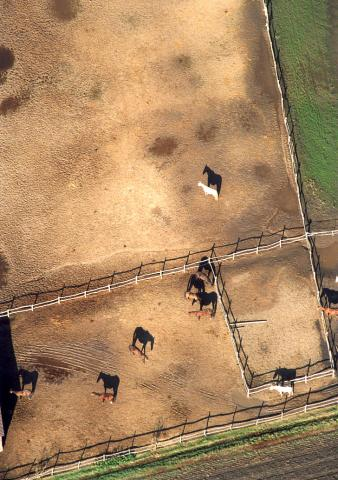